# أمهيرست (نيويورك)
أمهيرست هي بلدة تقع في مقاطعة إيري بولاية نيويورك، الولايات المتحدة، يبلغ عدد سكان البلدة 129،595 نسمة بحسب إحصاء عام 2010.